# ناحية صيدنايا
ناحية صيدنايا إحدى نواحي سوريا تتبع إداريّاً لمحافظة ريف دمشق منطقة التل ومركزها بلدة صيدنايا، بلغ تعداد سكان الناحية 18,846 نسمة حسب التعداد السكاني لعام 2004.

## بلدات وقرى ناحية صيدنايا
بدا، معرة صيدنايا، عكوبر، صيدنايا، حفير الفوقا.